# کنده‌هر
کندهر ، روستایی است ازدهستان هرسم توابع بخش حمیل شهرستان اسلام‌آباد غرب در استان کرمانشاه ایران.
کندهر در زبان کوردی  ( کەنه هر )  گفته می شود و از دو واژه (کەن) یعنی شکافی که در زمین به علت جاری شدن سیل ایجاد میشود و عمق زیادی ندارد  و (هەر) به معنی گل میباشد. در کل به علت وجود چشمه های زیادی که باعث ایجاد زمینهای گلی و سرسبز شده و در تمام طول سال اب جریان داشته به این اسم نامگذاری شده لازم به ذکر است که چشمه های روستا تا اواخر دهه شصت همچنان دارای اب بودن که به مرور زمان خشک شدن

## موقعیت
روستای کندهر یکی از روستاهای استان کرمانشاه واقع در ۴۵ کیلومتری شهرستان اسلام اباد غرب ار توابع بخش حمیل می باشد.
مختصات طول و عرض جغرافیای این روستا برابر است با ۳۳,۵۳,۱۱.۸۷ در جه شمالی و ۴۶,۵۲,۳۰.۰۵ درجه شرقی ودر بلندی ۱۳۳۵ متری از سطح دریا قرار دارد.
آب وهوای این روستا معتدل و نیمه خشک و میزان بارندگی در آن تقریبا ۴۴۱ میلیمتر میباشد.

## جمعیت
این روستا در دهستان هرسم قرار داشته و براساس سرشماری سال ۱۳۸۵ جمعیت آن ۱٬۳۹۹نفر (۳۲۰خانوار) بوده‌است.

## زبان
زبان مردم این روستا از شاخه زبان کُردی و به دلیل قرابت و نزدیکی با مناطق لکستان به لهجه ی لکی ادا می شود.